# Consuelo
Consuelo é um município da República Dominicana pertencente à província de San Pedro de Macorís. Sua população estimada em 2012 era de 36 588 habitantes.
O município ocupa o segundo lugar em importância nos municípios da província, após o município-capital San Pedro de Macorís.
Existem alguns bairros em Consuelo: Pueblo Nuevo, La Habana, Guachupita, Libertad, El Cachipero, Sueño Real, Los Jardines, Enriquillo, Hato Mayor, El Invi, El Kilombo, Guamita, La Loma, entre outros.
Sammy Sosa, um famoso jogador de beisebol, nasceu neste município em 1968.